# Marie Potter
Marie Potter (Bermondsey, 22 novembre 1847 - Rome, 9 avril 1913) est une religieuse anglaise fondatrice des sœurs de la Petite Compagnie de Marie et reconnue vénérable par l'Église catholique.

## Biographie
Marie Potter naît à Bermondsey, dans le sud de Londres. Elle est la sœur du joueur d'échecs William Potter. Marie souffre d'une maladie cardiaque et pulmonaire congénitale qui lui donne une santé fragile et une toux continuelle, et ce jusqu'à la fin de sa vie. Son père, n'acceptant pas la conversion de sa femme au catholicisme, quitte la maison familiale en 1848 pour se rendre en Australie et n'en revient jamais, laissant Mme Potter seule pour élever les enfants. À l'âge de 19 ans, Marie se fiance avec un ami de son frère mais rompt les fiançailles après quatre mois. Elle se pose la question de la vie religieuse et décide d'entrer chez les sœurs de la Miséricorde à Brighton.
Le 8 décembre 1868, elle est reçue comme postulante chez les sœurs de la Miséricorde à Brighton mais la vie des religieuses est trop exigeante pour sa santé fragile. Elle quitte donc le couvent le 23 juin 1870. De retour chez elle, elle lit le Traité de la Vraie dévotion à la Sainte Vierge de saint Louis-Marie Grignion de Montfort puis un livret spirituel qui parle de la prière pour les mourants. Elle ressent dans la prière une grande dévotion au Précieux Sang ainsi qu'au Esprit-Saint. Ce seront des éléments essentiels dans sa vie spirituelle.
En janvier 1877, elle rencontre Mgr Bagshawe, évêque de Nottingham, qui l'autorise à fonder un nouvel institut dans son diocèse. Le 2 juillet suivant, Marie et cinq compagnes reçoivent l'habit religieux puis commencent à venir en aide aux malades et aux pauvres à leur domicile. Pourtant Mgr Bagshawe n'est guère enthousiasmé par la manière dont Mère Potter organise la communauté, il a du mal à comprendre que des sœurs puissent être à la fois contemplatives et actives et qu'elles soient en prière perpétuelle en faveur des agonisants. Trois semaines après la fondation, il destitue Marie de son rôle de supérieure et confie la direction de la communauté à une autre sœur.
En 1878, à la suite d'un cancer du sein, elle subit deux mastectomies en six mois. Elle se rend à Rome en 1882 pour obtenir l'approbation des constitutions religieuses de sa nouvelle congrégation.
Elle en profite pour fonder l'hôpital du Calvaire non loin de la basilique Saint-Jean-de-Latran. C'est là que sera fondée en 1908 la première école catholique consacrée à la formation des infirmières en Italie. Grâce à ses contacts avec de nombreux évêques et laïcs, la communauté commence à se faire connaître et on les invite à venir fonder dans d'autres pays, car leur activité est appréciée. Marie Potter décède le mercredi 9 avril 1913 à Rome. En 1997, son corps est transféré dans la cathédrale Saint-Barnabé de Nottingham.
Elle est reconnue vénérable le 8 février 1988 par Jean-Paul II.